# Station Juslenville
Station Juslenville is een spoorwegstation langs spoorlijn 44 (Pepinster - Spa - Stavelot) in de gemeente Theux. Het is nu een stopplaats.

## Treindienst

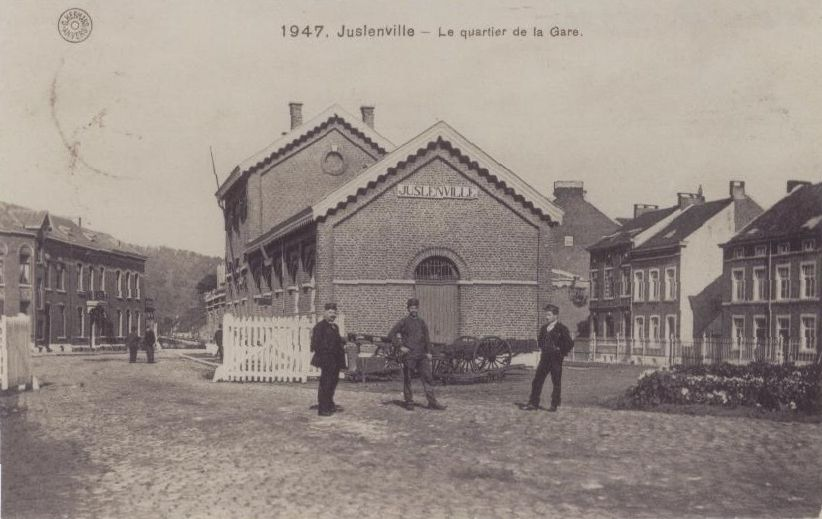
Het station in 1911

| Serie  | Treinsoort                        | Route                                                        | Bijzonderheden             |
| ------ | --------------------------------- | ------------------------------------------------------------ | -------------------------- |
| L 5000 | L-trein / Regional-Express (NMBS) | Verviers-Centraal – Pepinster – Juslenville – Spa-Géronstère |                            |
| P 7495 | Piekuurtrein (NMBS)               | Spa-Géronstère – Juslenville – Pepinster – Verviers-Centraal | Rijdt alleen op werkdagen. |

## Reizigerstellingen
De grafiek en tabel geven het gemiddeld aantal instappende reizigers weer op een week-, zater- en zondag.
| Tabel: aantal instappende reizigers station Juslenville | Tabel: aantal instappende reizigers station Juslenville | Tabel: aantal instappende reizigers station Juslenville | Tabel: aantal instappende reizigers station Juslenville |
|                                                         | Weekdag                                                 | Zaterdag                                                | Zondag                                                  |
| ------------------------------------------------------- | ------------------------------------------------------- | ------------------------------------------------------- | ------------------------------------------------------- |
| 1977                                                    | 168                                                     | 48                                                      | 54                                                      |
| 1978                                                    | 189                                                     | 47                                                      | 38                                                      |
| 1979                                                    | 194                                                     | 80                                                      | 53                                                      |
| 1980                                                    | 206                                                     | 82                                                      | 48                                                      |
| 1981                                                    | 154                                                     | 64                                                      | 54                                                      |
| 1982                                                    | 199                                                     | 46                                                      | 46                                                      |
| 1983                                                    | 179                                                     | 69                                                      | 42                                                      |
| 1984                                                    | 204                                                     | 51                                                      | 54                                                      |
| 1985                                                    | 209                                                     | 52                                                      | 55                                                      |
| 1986                                                    | 182                                                     | 57                                                      | 31                                                      |
| 1987                                                    | 200                                                     | 55                                                      | 38                                                      |
| 1988                                                    | 271                                                     | 60                                                      | 42                                                      |
| 1989                                                    | 196                                                     | 66                                                      | 45                                                      |
| 1990                                                    | 160                                                     | 69                                                      | 45                                                      |
| 1991                                                    | 206                                                     | 59                                                      | 43                                                      |
| 1992                                                    | 163                                                     | 58                                                      | 45                                                      |
| 1993                                                    | 161                                                     | 69                                                      | 62                                                      |
| 1994                                                    | 164                                                     | 75                                                      | 60                                                      |
| 1995                                                    | 147                                                     | 72                                                      | 77                                                      |
| 1996                                                    | 157                                                     | 75                                                      | 39                                                      |
| 1997                                                    | 159                                                     | 106                                                     | 41                                                      |
| 1998                                                    | 148                                                     | 86                                                      | 30                                                      |
| 1999                                                    | 121                                                     | 73                                                      | 38                                                      |
| 2000                                                    | 130                                                     | 29                                                      | 31                                                      |
| 2001                                                    | 128                                                     | 40                                                      | 32                                                      |
| 2002                                                    | 115                                                     | 50                                                      | 90                                                      |
| 2003                                                    | 113                                                     | 45                                                      | 40                                                      |
| 2004                                                    | 128                                                     | 61                                                      | 52                                                      |
| 2005                                                    | 152                                                     | 90                                                      | 44                                                      |
| 2006                                                    | 142                                                     | 46                                                      | 34                                                      |
| 2007                                                    | 149                                                     | 58                                                      | 40                                                      |
| 2008                                                    | -                                                       | -                                                       | -                                                       |
| 2009                                                    | 140                                                     | 48                                                      | 43                                                      |
| 2010                                                    | -                                                       | -                                                       | -                                                       |
| 2011                                                    | -                                                       | -                                                       | -                                                       |
| 2012                                                    | 112                                                     | 41                                                      | 26                                                      |
| 2013                                                    | 127                                                     | 35                                                      | 36                                                      |
| 2014                                                    | 143                                                     | 69                                                      | 54                                                      |
| 2015                                                    | 95                                                      | 35                                                      | 50                                                      |
| 2016                                                    | 104                                                     | 44                                                      | 45                                                      |
| 2017                                                    | 79                                                      | 29                                                      | 30                                                      |
| 2018                                                    | 87                                                      | 51                                                      | 48                                                      |
| 2019                                                    | 119                                                     | 37                                                      | 35                                                      |
| 2020                                                    | 94                                                      | 42                                                      | 39                                                      |
| 2021                                                    | -                                                       | -                                                       | -                                                       |
| 2022                                                    | 123                                                     | 40                                                      | 44                                                      |
| 2023                                                    | 82                                                      | 42                                                      | 36                                                      |
| 2024                                                    | 103                                                     | 48                                                      | 41                                                      |

0,0: Pepinster ·
0,7: Pepinster-Cité ·
1,6: Pepinster-Chinheid ·
3,2: Juslenville ·
3,8: Theux-Marie-Louise ·
4,2: Theux ·
5,0: Theux-Centre ·
5,6: Franchimont ·
7,4: La Reid ·
9,6: Marteau ·
11,2: Spa ·
12,5: Spa-Géronstère ·
15,2: Nivezé ·
19,8: Sart-lez-Spa ·
23,7: Hockai ·
27,3: Francorchamps ·
36,8: Stavelot